# Ebraucus
Ebraucus was volgens de legende, zoals beschreven door Geoffrey of Monmouth koning van Brittannië van 996 v.Chr. - 957 v.Chr. Hij was de zoon van koning Mempricius.
Toen zijn vader bij een jachtpartij werd aangevallen door wolven, en overleed, werd Ebraucus koning en regeerde 39 jaar. Hij was een lange en opmerkelijk sterke man, en werd door zijn onderdanen bewonderd. Hij was de eerste koning die ten strijde trok tegen de Galliërs sinds Brutus van Brittannië. Door plundering werd hij een welvarend man. Hij stichtte Kaerebrauc (de stad Ebraucus) ten zuiden van de Humber, en Alclud in Alba. Hij had 20 vrouwen, waarbij hij 20 zonen en 30 dochters kreeg. Al zijn dochters stuurde hij naar zijn neef Silvius Alba in Alba Longa (Italië) om gehuwd te worden met andere nakomelingen uit de Trojaanse afstamming. Afgezien van Brutus Groenschild trokken alle zonen van Ebraucus naar Duitsland om daar een koninkrijk te stichten. 
Na de dood van Ebraucus werd hij opgevolgd door zijn zoon Brutus Groenschild.